# São José do Egito
São José do Egito est une municipalité brésilienne située dans l'État du Pernambouc.